# Jurij Lahutyn
Jurij Vasyljovytj Lahutyn (ukrainska: Юрій Васильович Лагутин; ryska: Юрий Васильевич Лагутин, Jurij Vasiljevitj Lagutin), född 15 februari 1949 i Zaporizjzja, Ukrainska SSR, död 30 april 1978, var en sovjetisk handbollsspelare (mittnia).
Han var med och tog OS-guld 1976 i Montréal.

## Klubbar
- SII Zaporizjzja (–1976)
- SKA Kiev (1976–1978)